# Stanford Leonard "Stan" Smith
Stanford Leonard "Stan" Smith, dit Stan, est un personnage fictif, créé par Seth MacFarlane et apparaissant dans la série américaine American Dad!.

## Biographie
Stan Smith, né en 1968, est le fils de Jack, voleur de bijoux, et Betty Smith. Après avoir été diplômé de l'académie de la CIA, il rencontra Francine. Peu de temps plus tard, ils se marient. Ils ont deux enfants : Hayley et Steve. Stan recueille Roger, un extraterrestre, après que ce dernier lui ait sauvé la vie. Il divorcera de Francine et se mariera avec Joanna. Mais, réalisant qu'il aime toujours Francine, ils se remarieront.

## Personnalité
Républicain et conservateur, il admire Ronald Reagan et George W. Bush. Homophobe (bien qu'ayant pour voisins un couple de gays) et raciste, il est néanmoins un père et un mari aimant, même si les problèmes familiaux adviennent souvent par sa faute. C'est aussi un homme calculateur, souvent trop impliqué dans son travail à la CIA qui consiste pour la plupart du temps à l'exécution d'ennemis politiques. Il est prêt à tout pour obtenir une promotion quitte à faire le lèche-bottes auprès de son patron.
Son côté très patriote et ultra-conservateur, opposé à sa fille Hailey (progressiste, gauchiste et écologiste) en fait une satire du cliché de l'Américain attaché aux valeurs de son pays, ignorant les autres cultures (voir son comportement avec les parents adoptifs de Francine, sa dévouée épouse).

## Description physique
Stan est un homme grand et musclé, à la machoire proéminente. Il est chauve mais dissimule sa calvitie totale sous une perruque noire. C'est aussi un homme très séduisant de par son physique athlétique. Il porte toujours un costume bleu marine, avec comme insigne, le drapeau américain.

## Sources
- (en) americandad.wikia.com

- (en) Cet article est partiellement ou en totalité issu de l’article de Wikipédia en anglais intitulé « Stan Smith (American Dad!) » (voir la liste des auteurs).